# 美國法律經濟學評論
美國法律和經濟學評論（American Law and Economics Review）是一份涵蓋了法律經濟學的半年刊的同行評審學術期刊。 它創立於1999年，由牛津大學出版社代行美國法律經濟學學會出版本期刊。 創始總編輯是Richard Posner（芝加哥大學法學院）及Orley Ashenfelter（普林斯頓大學）。 目前的編輯是Max Schanzenbach（西北大學法學院）與Abraham Wickelgren（德克薩斯大學奧斯汀分校）。 依據期刊引證報告，該期刊的2017年影響因子為1.161。

## 註解
1. ↑  . ALEA.   [25 November 2015]. （原始内容存档于2021-04-21）.
2. ↑  . University of Chicago Law School.   [1 November 2016]. （原始内容存档于3 November 2016）.
3. ↑  . . Web of Science Science. Thomson Reuters. 2017.

## 參閲
- 國際法律經濟學評論
- 法律經濟學期刊
- 法律經濟學及組織期刊

## 外部連結
- 官方网站